# Mauritius-Grabfledermaus
Die Mauritius-Grabfledermaus (Taphozous mauritianus), auch Mauritianischer Grabflatterer, ist eine afrikanische Fledermaus aus der Familie der Glattnasen-Freischwänze. Sie gehört zur Gattung Taphozous (Grabfledermäuse).
Die Art ist häufig, von der IUCN wird sie auf Grund der weiten Verbreitung, der Toleranz gegenüber Lebensraumveränderungen und der vermutlich großen Population als nicht gefährdet (Least Concern) eingestuft.

## Merkmale
Diese Fledermaus hat eine Kopf-Rumpf-Länge von 7,5 bis 9,5 cm und eine Schwanzlänge von 2 bis 3 cm. Die Gesamtlänge beträgt somit 9,5–12,5 cm. Mauritius-Grabfledermäuse erreichen ein Gewicht von 15 bis 30 g. Ihr Fell erscheint glatt, da die Haare am Körper anliegen. Das Fell an der Oberseite erscheint grau, die einzelnen Haare sind hellbraun an der Basis, graubraun in der Mitte und weiß an der Spitze. Ihre Unterseite ist weiß, die Flughaut pergamentfarben. Die Flügel sind lang und schmal, die Flügelspannweite beträgt 18 bis 20,4 cm.
Die Augen sind mit 2 bis 3 mm Durchmesser recht groß, die Spitzen der kurzen, breiten, aufrechten, dreieckig geformten Ohren sind abgerundet. Die Schnauze ist kegelförmig. Alle männlichen Tiere haben eine Drüse, die eine sexuelle Funktion haben könnte, an der Kehle. Bei den weiblichen Tieren in Nigeria und Mosambik fehlt sie, in anderen Verbreitungsgebieten ist sie bei den weiblichen Tieren weniger stark ausgeprägt. Die Männchen sind etwas kleiner als die Weibchen.

## Verbreitung und Lebensraum

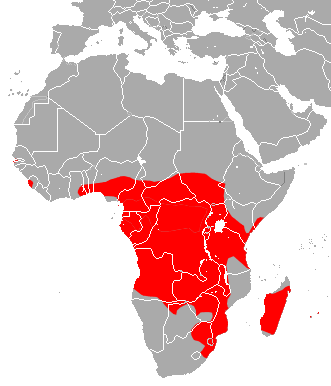
Verbreitungsgebiet der Mauritius-Grabfledermaus

Taphozous mauritianus ist in nahezu ganz Afrika südlich der Sahara verbreitet mit Ausnahme der Namib-Wüste im Südwesten Afrikas und der angrenzenden Kalahari. Auch auf Madagaskar, Réunion und auf ein paar weiteren Inseln im Indischen Ozean wie den Komoren ist die Art anzutreffen.
Dabei bewohnt sie offene Lebensräume, Savannen-Regionen und offene, tropische Wälder, z. B. Regenwälder. Die Mauritius-Grabfledermaus meidet allerdings das Innere dichter Wälder. Man findet diese Fledermaus auch entlang großer Flüsse, in Kakaoplantagen, Felswänden und in der Nähe menschlicher Siedlungen.

## Lebensweise und Sozialstruktur
Die zu den Grabfledermäusen zählende Fledermaus erkennt man an ihren Klicks, ihrem Quietschen und anderen Lauten, die gerade noch im Hörbereich des Menschen liegen. Während Taphozous mauritianus sich bei Tageslicht auf das Sehen verlässt, orientiert sie sich bei Dunkelheit mit Hilfe der Echoortung. Die nachtaktiven Tiere sind sehr wachsam, wenn sie tagsüber auf Baumstämmen oder in Wandnischen ruhen. Sie ernähren sich hauptsächlich von Motten, die sie in der Nähe ihrer Schläfplätze jagen, sowie von Termiten, Schmetterlingen und einer Vielzahl anderer Insekten.
Diese Fledermaus lebt in Gruppen. Einmal, in Teilen des Verbreitungsgebietes auch bis zu zweimal im Jahr, bringen die Weibchen ein einzelnes Junges zur Welt, das sich an den Bauch der Mutter klammert, bis es selbst fliegen kann.